# Blanche Hoschedé Monet

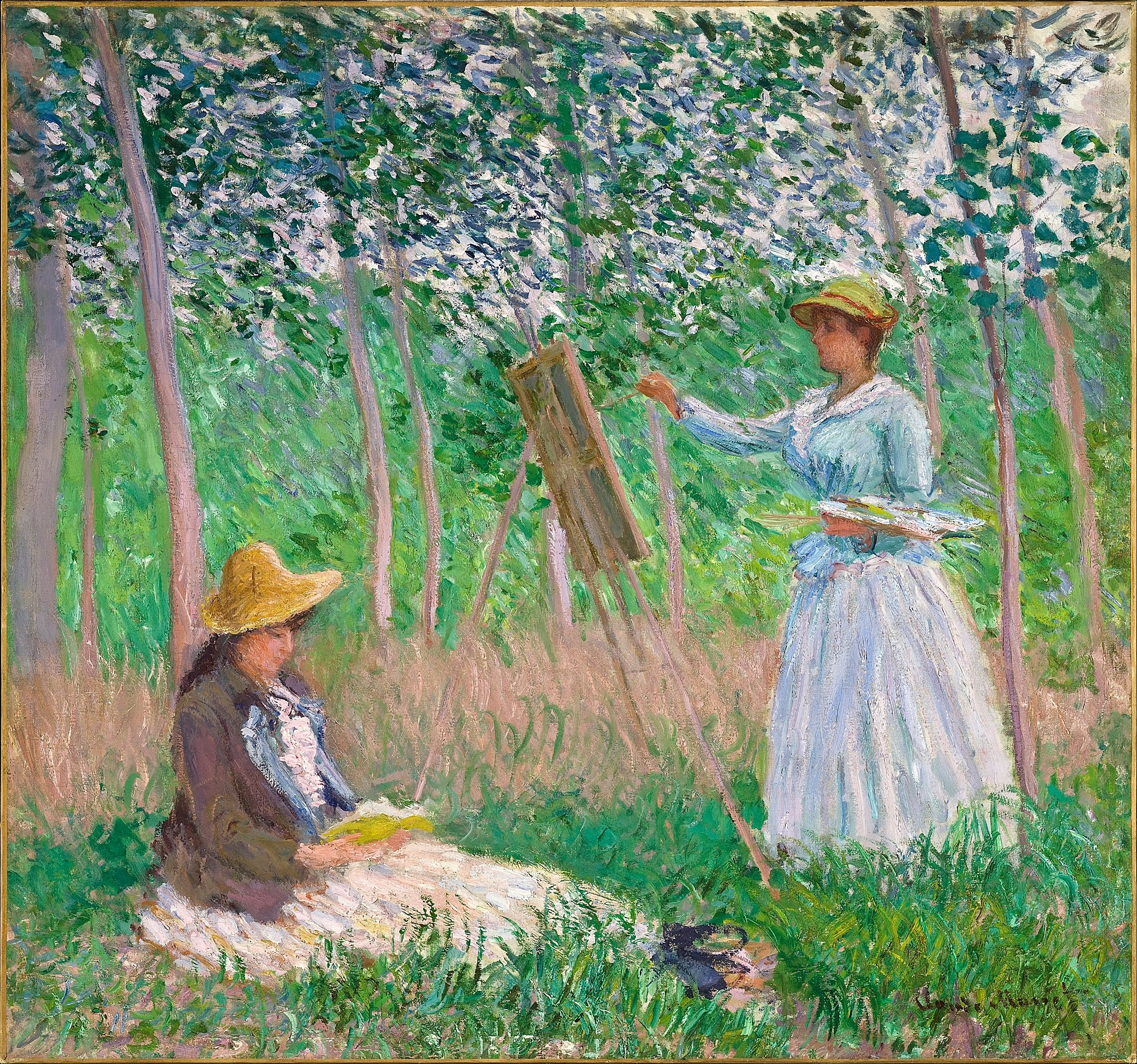
El cuadro de Claude Monet En el bosque en Giverny; muestra a Blanche Hoschedé pintando en su caballete y a Suzanne Hoschedé leyendo, 1887, Museo de Arte del Condado de Los Ángeles.

Blanche Hoschedé Monet  (10 de noviembre de 1865 - 8 de diciembre de 1947) fue una pintora francesa hijastra y nuera de Claude Monet.

## Biografía

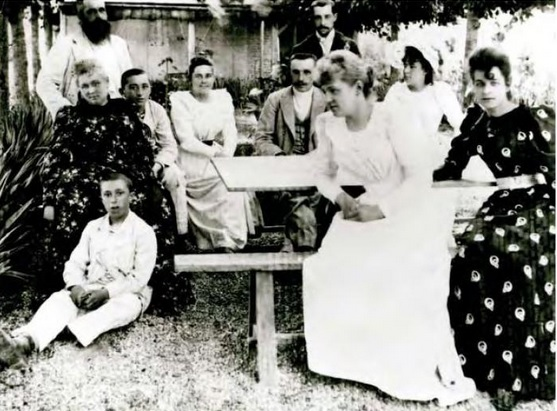
Las familias Monet y Hoschedé, 1880; de izquierda a derecha: Claude Monet, Alice Monet, Jean-Pierre Hoschedé, Jacques Hoschedé, Blanche Hoschedé, Jean Monet, Michel Monet, Martha Hoschedé, Germaine Hoschedé, Suzanne Hoschedé.

### Ernest y Alice Hoschedé
Blanche Hoschedé nació en París, la segunda hija de Ernest Hoschedé y su esposa Alice. Ernest era un hombre de negocios, un magnate de los grandes almacenes en París. Coleccionaba pinturas impresionistas y era un importante mecenas de Monet al inicio de su carrera. En 1876, encargó a Claude Monet varios paneles decorativos para la sala de estar redonda, en su residencia, el château de Rottembourg, en Montgeron. En 1877, Ernest Hoschedé cayó en la bancarrota y su colección de arte fue subastada.

### Vida con los Monet
Ernest Hoschedé, Alice, y sus seis hijos se mudaron a una casa en Vétheuil con Monet, su mujer Camille, y sus dos hijos, Jean y el pequeño Michel. Ernest, sin embargo, pasaba la mayor parte del tiempo en París, y finalmente fue a Bélgica. Después de la muerte de Camille en Vétheuil el 5 de septiembre de 1879, Alice y sus niños continuaron viviendo con Monet. En 1881, se mudaron a Poissy, y finalmente se instalaron en su casa en Giverny en 1883. A pesar de que Ernest y Alice Hoschedé nunca se divorciaron, Claude Monet y Alice siguieron viviendo juntos hasta después de la muerte de Ernest en 1891. Claude Monet y Alice Hoschedé se casaron el 16 de julio de 1892.

## Educación
La única de la casa Hoschedé-Monet en interesarse en el arte, Blanche empezó a pintar a los once años y desarrolló una buena relación con Claude Monet.  Visitaba su estudio así como el de Édouard Manet. A los 17 años, era la ayudante de Monet y su única estudiante, a menudo pintando al aire libre a su lado, pintando el mismo tema con los mismos colores.
Blanche también pintaba junto a los expatriados estadounidenses Theodore Earl Butler y John Leslie Breck. Monet detuvo el romance que empezó a desarrollarse entre Blanche y Breck, mientras dejó a Butler casarse con la hermana de Blanche, Suzanne Hoschedé, en 1892.
El comerciante de arte Paul Durand-Ruel adquirió una pintura, Almiar, de Blanche, que actualmente se muestra en la casa de Monet en Giverny. En enero de 1888, mientras estaba en Antibes, Monet animó a Blanche a presentar un trabajo en el Salón.

## Jean y Claude Monet
Blanche se casó con el hijo mayor de Claude Monet, Jean Monet, en 1897. La pareja vivía en Ruan, donde Jean trabajó como farmacéutico para su tío Léon Monet, y hasta 1913 en Beaumont-le-Roger.
Su madre, Alice, murió el 19 de mayo de 1911, y Jean el 10 de febrero de 1914, después de una larga enfermedad.[nb 1] Vencido por el dolor, Claude Monet se sumió en la depresión y, a partir de ese momento, Blanche se hizo cargo de la casa de su suegro. Le vigilaba cuando su vista empezó a fallar al punto de pensar que se quedaría ciego. Georges Clemenceau, su amigo común, la llamó el "ángel azul" de Monet. Después de la muerte del pintor el 5 de diciembre de 1926, y hasta su propio fallecimiento veinte años después en 1947, asumió la responsabilidad y cuidado de la casa y jardines en Giverny. Murió en Niza, a los 82 años.

## Carrera

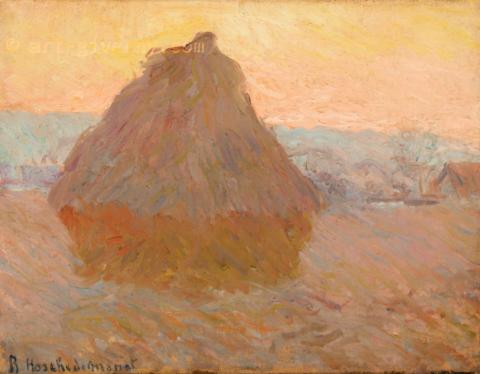
Blanche Hoschedé Monet, Almiar o Pajar, 1889.

La mayoría de los trabajos de Blanche fueron hechos en Giverny de 1883 a 1897, similares al trabajo de Monet, y los alrededores de Ruan. "Adoptó una forma casi pura de impresionismo."
Pintó paisajes con árboles como pinos y chopos, y los prados a lo largo del río Risle. En los años 1920, pintó en varias ocasiones en la propiedad de Georges Clemenceau en Saint-Vincent-sur-Jard (departamento de la Vandea) en el oeste de Francia - pinturas del jardín, la casa y el océano Atlántico. Después de la muerte de Monet, quedó en Giverny y continuó pintando. Reconociendo su obra, una calle lleva su nombre en el pueblo.
La doctora Janine Burke cree que Blanche pudo haber asistido a Monet en la pintura de las Grandes Decoraciones. Monet había entrenado y alentado a Blanche  como artista. En un capítulo sobre Blanche y Monet en Source: Nature's Healing Role in Art and Writing (2009), Burke comenta, "Dada la escala de las superficies a ser cubiertas en las Grandes Decoraciones, es lógico considerar que Monet tenía un ayudante, y quién mejor que Blanche?"

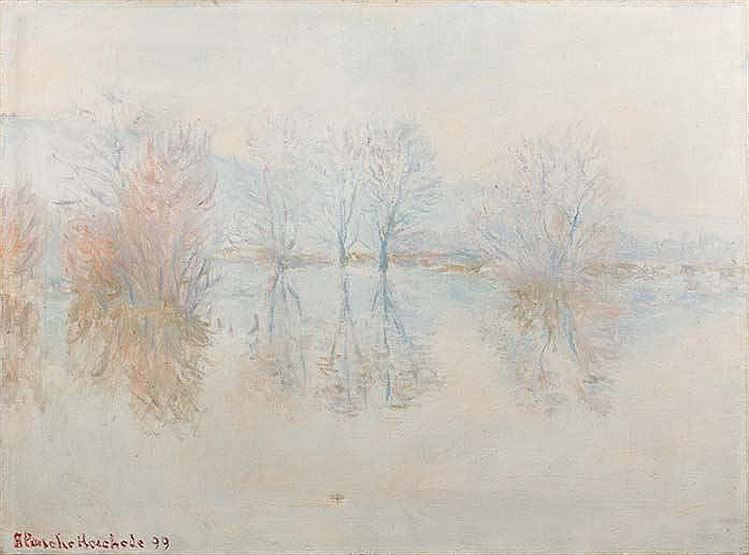
Reflejos de los árboles en el Sena en invierno; Blanche Hoschedé Monet, 1899.

## Exposiciones
- 1927 - Galerie Bernheim-Jeune, París: Blanche Hoschedé (7–18 de noviembre de 1927)
- 1931 - Galerie Bernheim-Jeune, París: Blanche Hoschedé Monet (9–20 de marzo de 1931)
- 1942 - Galerie Daber, París: Blanche Hoschedé (16 de octubre - 7 de noviembre de 1942)
- 1947 - Galerie d'art Drouot Provence, París: Blanche Hoschedé Monet (14 de marzo- 14 de abril de 1947)

### Exposiciones en grupo
- Muchas veces entre 1905 y 1954 - Salon des Indépendants
- Muchas veces entre 1907 y 1935 - Salon de la Société des Artistes Rouennais
- 1954 - Galerie Zak, París, 19 de noviembre - 3 de diciembre de 1954.
- 1928 - Galerie Georges Petit, Catalogue des œuvres importants de Camille Pissarro et de tableaux, pastels, aquarelles, dessins, gouaches par Mary Cassatt, Cézanne, Édouard Dufeu, Delacroix, Guillaumin, Blanche Hoschedé, Jongkind, Le Bail, Luce, Édouard Manet, Claude Monet, Piette, Seurat, Signac, Sisley, van Rysselberghe, etc..[15]
- 1957 - Vernon, Blanche-Hoschedé-Monet
- 1959 - Museo de Bellas Artes de Ruan: Blanche Hoschedé Monet, Henry Ottman
- 1960 - Charles E. Slatkin Galleries, Nueva York: Claude Monet and the Giverny Artists
- 1988 - Museo de Arte Moderno Ibaraki, Kioto, Fukushima: Monet y sus amigos
- 1991 - AG Poulain, Vernon: Blanche Hoschedé Monet

## Colecciones
Las obras de Blanche Hoschedé Monet están en los museos siguientes:
- Museo Toulouse-Lautrec, Albi: Port de Sant-Jean-Cap-Ferrat
- Museo Clemenceau, París: Jardín en Giverny
- Casa de Georges Clemenceau, Belebat: El jardín de Clemenceau y El jardín y la casa
- Museo Marmottan Monet, París: A lo largo del río y Casa de Sorel-Moussel
- Museo de Bellas Artes de Ruan: Chopos a lo largo del río, Peonías, y El jardín de Claude Monet[16]
- Museo de los Agustinos, Toulouse: El jardín y casa de Claude Monet en Giverny
- Musée de la Cohue, Vannes: Le bassin, temps gris
- Musée Un.G. Poulain, Vernon: Casa de Claude Monet, L'étang de Giverny, Playa en Normandía, y La col[9]
- Fundación Monet en Giverny[17]

## Trabajos
Lista parcial de trabajos de Blanche Hoschedé Monet:
- Los bancos del Sena, óleo sobre tela[18]
- El jardín de Claude Monet en Giverny, óleo sobre tela[18]
- Una esquina del jardín en Giverny en primavera, óleo sobre tela[18]
- Flores en un jarrón cobrizo, óleo sobre tela[18]
- El jardín, óleo sobre cartulina[18]
- El jardín, 1904, óleo sobre tela[18]
- El jardín en Giverny, 1927, óleo sobre tela[18]
- Flores de jardín,  1930, óleo sobre tela[18]
- Los jardines de Claude Monet en Giverny, óleo sobre tela[18]
- Giverny: Rose Bush y lirios, óleo sobre tela[18]
- Pajar, óleo sobre tela[18]
- El puente japonés en el jardín de Monet, óleo sobre tela[18]
- El lago, óleo sobre tela[18]
- El jardín de rosas de Monet, óleo sobre tela[18]
- El jardín de rosas de Monet en Giverny, óleo sobre tela[18]
- Una carretera cerca de Giverny, óleo sobre tela[18]
- Bodegón con ásteres, jarra y manzana, óleo sobre tela[18]
- Nenúfares, 1946, óleo sobre tela[18]
- Nenúfares, óleo sobre tela[18]
- Nenúfares en Giverny, óleo sobre tela[18]
- Sauces junto al estanque en Giverny, óleo sobre tela[18]